# Juke Joint Jezebel
«Juke Joint Jezebel» (в переводе с англ. — «Распутница из джук-джойнта») — песня германо-американской индастриал-рок-группы KMFDM, второй трек и первый сингл с их восьмого студийного альбома Nihil, изданный в феврале 1995 года лейблом Wax Trax! Records. «Juke Joint Jezebel» — одна из самых узнаваемых песен в репертуаре KMFDM; в различных версиях она разошлась совокупным тиражом около 3 млн экземпляров.

## Характеристика
Музыка для песни была написана преимущественно фронтменом KMFDM Сашей Конецко, тогда как текст — вернувшимся на тот момент в команду Рэймондом Уоттсом. Последний принял также участие в написании нескольких других песен для альбома Nihil. Также в качестве соавторов были кредитованы Эн Эш и Гюнтер Шульц. Как пишет Нил Штраус из издания Trouser Press, в «Juke Joint Jezebel» «сумрачные размышления» Уоттса о сексе и религии сочетаются с закольцованными риффами гитар и «электрофанковыми» битами. В интервью для Billboard в 2016 году Конецко признаётся, что не был доволен композицией на сведе́нии; по этой причине Конецко не собирался включать песню в Nihil, пока представители лейбла TVT Records не убедили его в обратном.

## Выпуск и продвижение
Сингл «Juke Joint Jezebel» был впервые выпущен 28 февраля 1995 года с песней «Kraut» на стороне «Б». В 2009 году состоялось его переиздание по линии внутреннего лейбла KMFDM. После выхода альбома Nihil была выпущена вторая версия сингла, включавшая в себя ремиксы за авторством Джорджо Мородера. Канадское издание этого сингла (носившего, соответственно, подзаголовок «The Giorgio Moroder Mixes») включало в себя также бонусный CD под названием The Year Of The Pig Collection, содержавший по одному избранному треку с шести предыдущих альбомов KMFDM и песню «Fuck Me» с мини-альбома Sin Sex & Salvation. «Juke Joint Jezebel» также вошла на мини-альбом Year of the Pig, изданный на 12-дюймовых пластинках в 1995 году.

### Видеоклипы
На песню было снято два видеоклипа; их режиссёром является Эрик Циммерман. Оба видеоклипа используют как кадры с концертов группы, так и лицензированные материалы. Видеоклип, вошедший позднее в видеоальбом Beat by Beat by Beat, был снят на основе сингл-версии песни и использует кадры из полнометражного аниме-фильма «Полиция будущего». Другой видеоклип, распространявшийся на VHS и основанный на ремиксе Мородера «Metropoils», был выпущен в поддержку фильма «Смертельная битва» — он использует кадры из последнего. Телеканал MTV отказался от показа этого видеоклипа, ссылаясь на наличие сцен насилия.

### Использование в поп-культуре
Альбомная версия песни появилась в фильме «Плохие парни» и позднее в первом эпизоде шестого сезона сериала «Беверли-Хиллз, 90210». Ремикс «Metropolis» был использован в фильме «Смертельная битва». Саундтреки к «Плохим парням» и «Смертельной битве» получили впоследствии платиновую сертификацию. В 2010 году песня стала доступна для загрузки в игре Rock Band.

## Отзывы
«Juke Joint Jezebel» получила, в значительной степени, положительные отзывы критиков. Обозреватель Хайди Макдональд из CMJ New Music Monthly признаёт её «почти безупречной». Энди Хиндс из AllMusic в обзоре альбома Nihil называет песню «непреходящей и незаменимой на „готических“ и „индустриальных“ танцполах по всему миру». В обзоре сингла Хиндс выделяет «хаусовые» радио-версию и ремикс «Poly-Matrix X-Tended» как наиболее подходящие для танцпола, подчёркивающие женский бэк-вокал, а также ремикс «Metropolis» как более «индустриальный»; трек «Kraut», в силу отсутствия на Nihil, рецензент находит интересным для коллекционеров.
По словам Грега Ко́та из газеты Chicago Tribune, песня «расхаживает, как проститутка по Бурбон-стрит, своими „хрустящим“ риффом и парящим, почти госпельным хором». В 2012 году песня вошла на 23-ю позицию из ста одной в фичере «Величайшие индастриал-песни всех времён» (англ. 101 Greatest Industrial Songs of All Time), составленном журналом COMA Music Magazine.

## Списки композиций
| №                   | Название             | Длительность |
| ------------------- | -------------------- | ------------ |
| 1.                  | «Juke Joint Jezebel» | 4:11         |
| 2.                  | «Kraut»              | 4:59         |
| Общая длительность: | Общая длительность:  | 9:10         |

| №                   | Название                                        | Длительность |
| ------------------- | ----------------------------------------------- | ------------ |
| 1.                  | «Juke Joint Jezebel» (Poly-Matrix)              | 4:17         |
| 2.                  | «Juke Joint Jezebel» (Original Single Edit)     | 4:09         |
| 3.                  | «Juke Joint Jezebel» (Metropolis)               | 5:15         |
| 4.                  | «Juke Joint Jezebel» (Poly-Matrix Instrumental) | 6:10         |
| Общая длительность: | Общая длительность:                             | 19:51        |

| №                   | Название                                      | Длительность |
| ------------------- | --------------------------------------------- | ------------ |
| 1.                  | «Juke Joint Jezebel» (Poly-Matrix Radio Edit) | 4:18         |
| 2.                  | «Juke Joint Jezebel» (Original Single Edit)   | 4:11         |
| 3.                  | «Juke Joint Jezebel» (Metropolis)             | 5:17         |
| 4.                  | «Juke Joint Jezebel» (Paradox)                | 4:32         |
| 5.                  | «Juke Joint Jezebel» (Poly-Matrix X-Tended)   | 6:17         |
| 6.                  | «Kraut»                                       | 4:59         |
| Общая длительность: | Общая длительность:                           | 29:34        |

| №                   | Название                    | Альбом                         | Длительность |
| ------------------- | --------------------------- | ------------------------------ | ------------ |
| 1.                  | «Kickin' Ass»               | What Do You Know, Deutschland? | 4:01         |
| 2.                  | «Fuck Me»                   | Sin Sex & Salvation            | 3:47         |
| 3.                  | «Go to Hell» (Fuck MTV Mix) | Naïve/Hell to Go               | 5:45         |
| 4.                  | «No Meat-No Man»            | Don't Blow Your Top            | 3:50         |
| 5.                  | «UAIOE»                     | UAIOE                          | 3:53         |
| 6.                  | «Spiritual House»           | Money                          | 5:20         |
| 7.                  | «No Peace»                  | Angst                          | 4:28         |
| Общая длительность: | Общая длительность:         | Общая длительность:            | 31:04        |

| №                   | Название                                       | Длительность |
| ------------------- | ---------------------------------------------- | ------------ |
| 1.                  | «Juke Joint Jezebel»                           | 4:34         |
| 2.                  | «Secret Skin» (из альбома Sin Sex & Salvation) | 3:39         |
| 3.                  | «Go To Hell» (из альбома Naïve/Hell to Go)     | 5:23         |
| 4.                  | «Kraut»                                        | 5:23         |
| Общая длительность: | Общая длительность:                            | 18:59        |

| №                   | Название             | Длительность |
| ------------------- | -------------------- | ------------ |
| 1.                  | «Juke Joint Jezebel» | 4:11         |
| 2.                  | «Kraut»              | 4:59         |
| Общая длительность: | Общая длительность:  | 9:10         |

## Участники записи
| - Рэймонд Уоттс — ведущий вокал (осно́вная песня); - Саша Конецко — программирование, бэк-вокал, сведе́ние (осно́вная песня), сопродюсер (осно́вная песня и сингл); - Эн Эш — хай-хэт и бэк-вокал (осно́вная песня), ведущий вокал (в песне «Kraut»); - Гюнтер Шульц — электрогитара, бэк-вокал (осно́вная песня); - Дженнифер Гинсберг — бэк-вокал (осно́вная песня); - Крис Шепард — звукоинженер, сопродюсер, сведе́ние (осно́вная песня и сингл); | - Джорджо Мородер и Крис Кокс — пересведе́ние (сингл); - Brute! — дизайн; - Сэм Хофстедт — ассистент звукоинженера; - Дэвид Коллинз — мастеринг; - Крис Зандер и Грег Кнолл — типографика (релиз 1995 года). |

## Позиции в чартах
| Чарт (1995)               | Наивысшая позиция |
| ------------------------- | ----------------- |
| Hot Dance Music/Club Play | 27                |